# Eficácia organizacional
Eficácia organizacional é o conceito de quão eficaz uma organização é em alcançar os resultados que a organização pretende produzir. Nesse viés, a eficácia dentro da organização busca alcançar os objetivos internos com qualidade e direcionamento concreto.
Bernard em sua clássica obra citou e definiu eficácia organizacional da seguinte forma: “O que queremos dizer com eficácia da corporação é a realização dos objetivos reconhecidos da ação cooperativa. O grau de realização indica o grau de eficácia”
Dentro das organizações o processo de desenvolvimento gira em torno de uma amostra no grupo de colaboradores de certa instituição, seja ela pública ou privada, esses grupos fazem parte de mudanças planejadas com base em valores humanos, melhorando o desempenho e bem estar dos demais colaboradores.
BERNARD na mesma obra clássica definiu a eficiência como a satisfação das necessidades dos membros: “A eficiência do sistema cooperativo é o resultado da eficiência dos indivíduos fornecendo os esforços constituintes, ou seja, um visto por eles. Se o indivíduo encontrar seus motivos satisfeitos com o que faz, ele continua seu esforço cooperativo, caso contrário ...”
Segundo Robbins, Stephen P. as seguintes variáveis são essenciais para o alcance da eficácia organizacional na perspectiva do indivíduo e relação com a sua equipe: produtividade, absenteísmo, rotatividade, cidadania organizacional e satisfação no trabalho. 

## Eficácia x Eficiência
Eficácia tem a ver com “o que fazer” e eficiência com o “como fazer”, um lida com estratégia e o outro com o operacional. Um deve completar o outro, por mais que pareçam ter o mesmo significado, suas propriedades são distintas e dentro de uma organização é necessário conciliar esses dois elementos para se atingir sucesso.

## Modelos de Funcionamento do Sistema
Após muitos estudos, vários modelos para compor o funcionamento da Eficácia organizacional foram constituídos, dando então uma direção para que possa ser executado.
Parsons, elaborou uma um modelo que denominou “AGIL”, sendo funções necessárias para a organização:
- A - Adaptation (a envolvente)

- G - Goal- attainment (dos fins do sistema)

- I – Integration (dos elementos do sistema)

- L  – Latency, pattern- maintenance (manutenção da identidade do sistema)

Esse sistema só funcionará com o cumprimento de todas as suas funções, e assim as dimensões de eficácia e eficiência serão indicadas pela capacidade de satisfazer os fins da organização.
Bennis, no modelo de “Organization-health” coloca como critérios de eficácia: capacidade de adaptação (que exige flexibilidade), identidade da organização (fins compreendidos e aceitos pelos membros) e capacidade para a análise da envolvente.

Campbell, criou uma lista de critérios mais utilizados, isolados, para a eficácia, que consiste:
- Eficácia geral

- Produtividade

- Eficiência

- Lucro

- Qualidade

- Acidentes

- Crescimento

- Absenteísmo

- Rotatividade

- Satisfação no trabalho

- Motivação

- Moral

- Controle

- Conflito/coesão

- Flexibilidade/adaptação

- Planejamento e definição de metas

- Internalização de metas organizacionais

- Congruência de papel e norma

- Habilidades interpessoais gerenciais

- Habilidades de tarefa gerenciais

Após todas essas colaborações foi possível um aproveitamento eficiente desta teoria, e abrindo muitos caminhos para estudos e análises do movimento possibilitando até mesmo cálculos de medidas da eficácia organizacional, a diversidade de conceitos para aplicá-la, entre outras coisas que compõem todo esse sistema.
Para que uma organização alcance sucesso em seus esforços voltados para a eficácia organizacional deve-se procurar traçar um alinhamento entre duas vertentes: objetivos organizacionais e objetivos pessoais, essa relação constitui peça fundamental para o êxito dos negócios.